# Église Saint-Pierre de Jaffa
L'église Saint-Pierre est une église catholique de Jaffa, ville très ancienne aujourd'hui incluse dans la municipalité israélienne de Tel Aviv-Jaffa. 
Elle est dédiée à saint Pierre parce que, dans le Nouveau Testament, Jaffa (« Joppé », « Jophé ») est le lieu ou l'apôtre guérit Tabitha, veuve disciple du Christ. 

## Historique

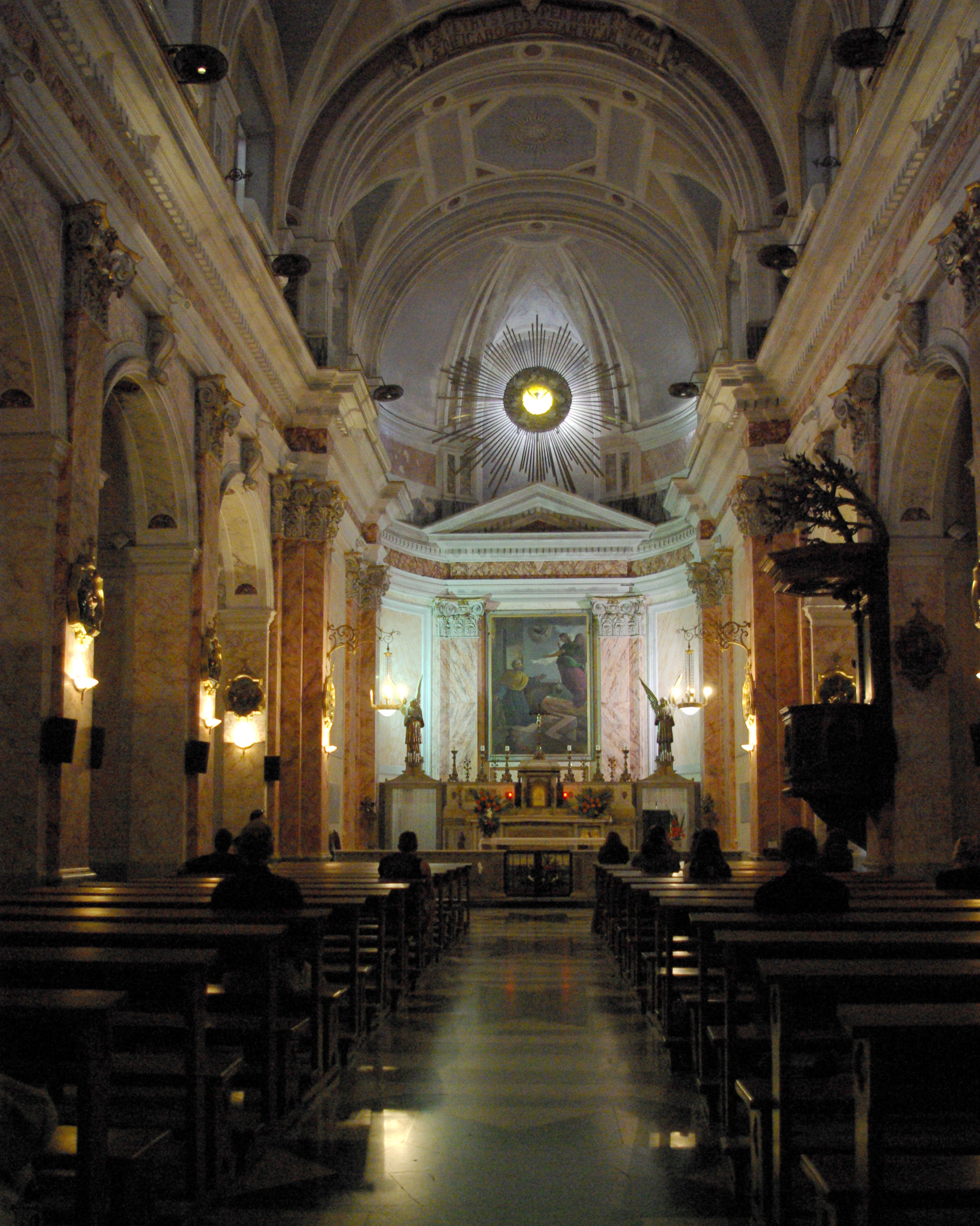
Intérieur de l'église

L'église franciscaine, construite en haut d'une colline, signalait aux pèlerins qui arrivaient autrefois par bateau qu'ils étaient arrivés en Terre sainte.
C'est en 1654 qu'une église est construite à l'époque de l'Empire ottoman à l'emplacement de la citadelle médiévale bâtie par Frédéric de Hohenstaufen et restaurée par saint Louis au début du XIIIe siècle. L'église est détruite et reconstruite deux fois au XVIIIe siècle et rebâtie entre 1888 et 1893. Elle est agrandie et restaurée en 1903, avec une façade néobaroque de style jésuite italien. Elle a été construite sur fonds espagnols.
Les vitraux sont l'œuvre de Franz Xaver Zettler et fabriqués par son atelier munichois. Quatre grands vitraux représentent des épisodes de la vie de saint Pierre : la pêche miraculeuse, la remise des clefs du Royaume de Dieu, la Transfiguration du Christ au mont Thabor, et le lavement des pieds à la Cène. D'autres vitraux représentent Tabitha, l'Immaculée conception, saint François d'Assise, et d'autres, surtout des saints espagnols.
L'église contient des vestiges de l'ancienne citadelle : à droite de la sacristie et en dehors de l'édifice. On remarque deux pièces circulaires à plafond bas. C'est ici qu'habita Bonaparte pendant sa campagne d'Égypte en 1799.
Le couvent franciscain se trouve contre l'église à droite de la façade et domine la mer de l'autre côté.

## Messes
Cette église, qui appartient aux Franciscains de la Custodie franciscaine de Terre sainte, donne des messes, selon les langues du nombre le plus important de pèlerins. Les nations les plus catholiques ont donc des messes dans leur langue, c'est-à-dire en italien, en anglais, en espagnol, en polonais et en allemand. La communauté  catholique de Jaffa est renforcée par la présence d'ouvriers polonais qui habitent ici en permanence.

## Galerie

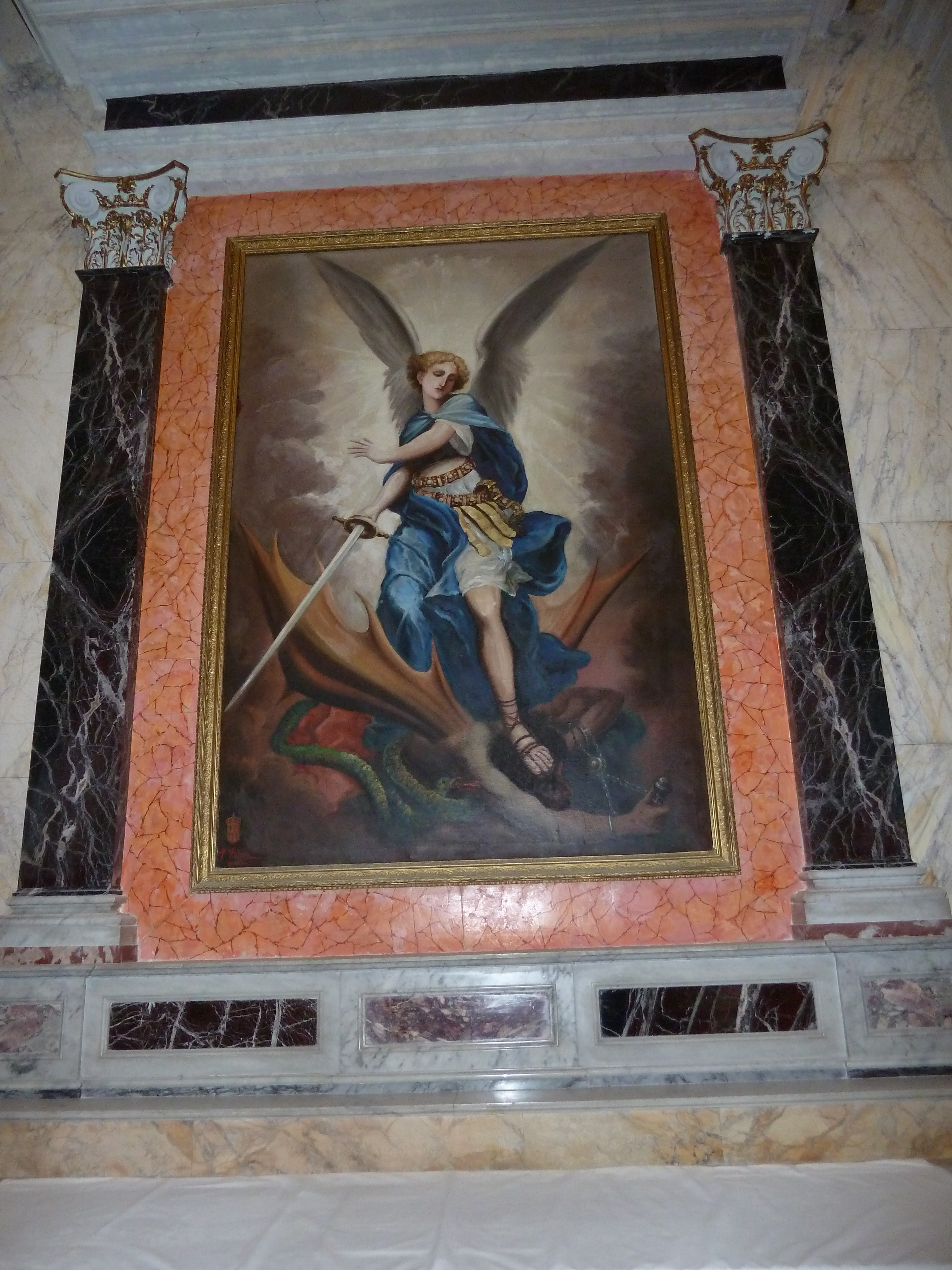
Tableau représentant l'archange saint Michel.
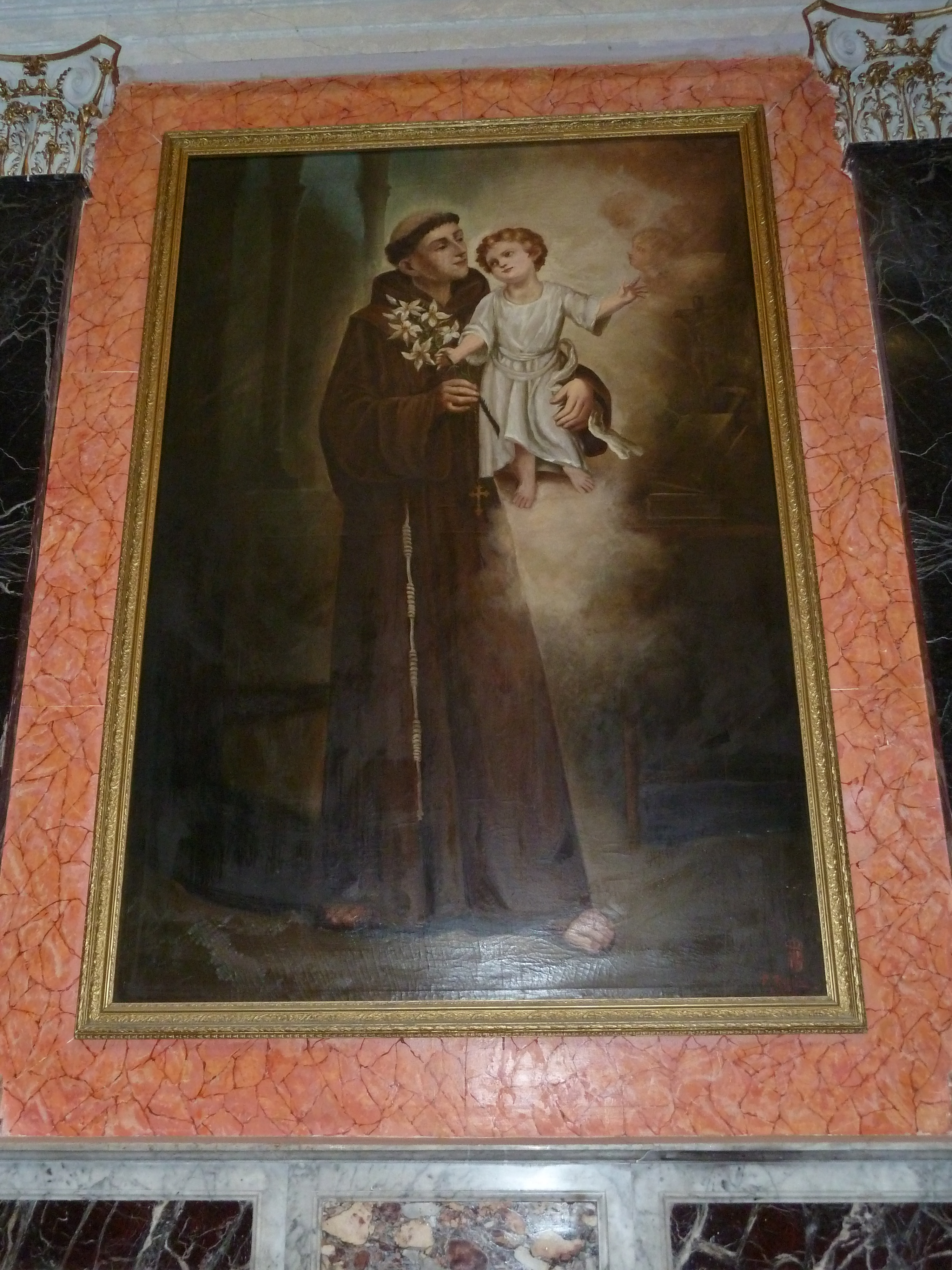
Tableau représentant saint Antoine de Padoue.
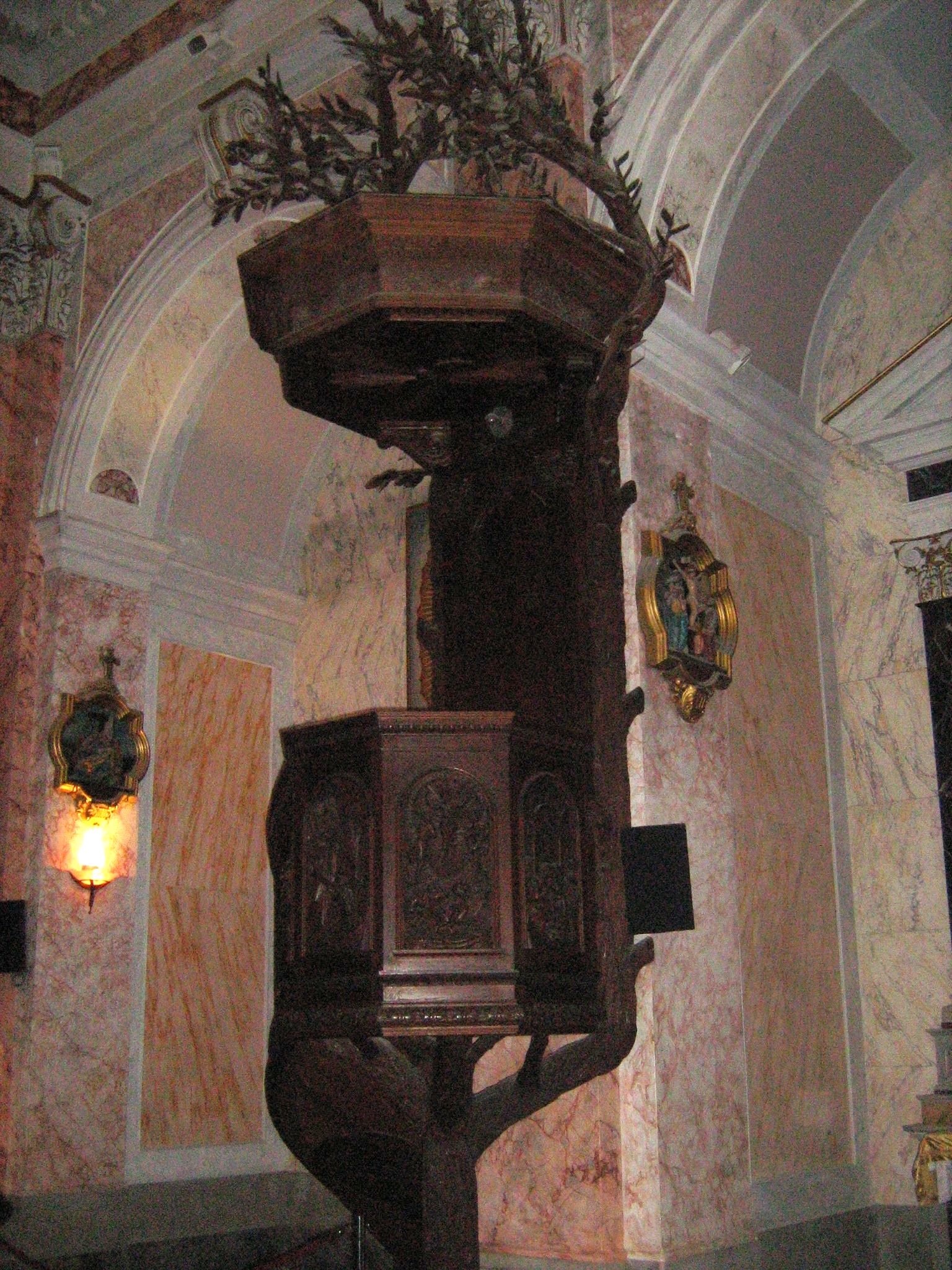
Chaire de l'église.
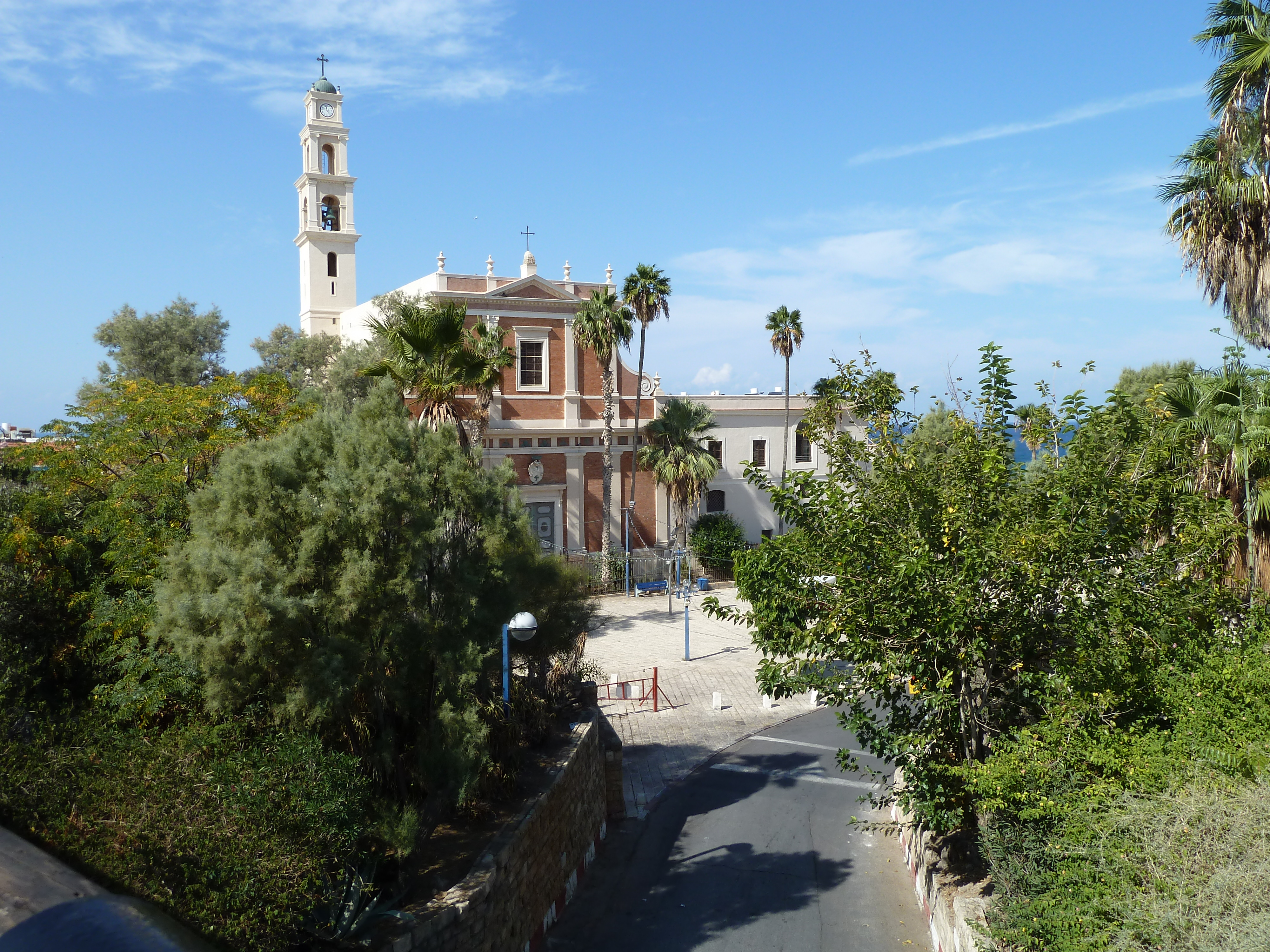
Façade de l'église avec le couvent franciscain à droite.
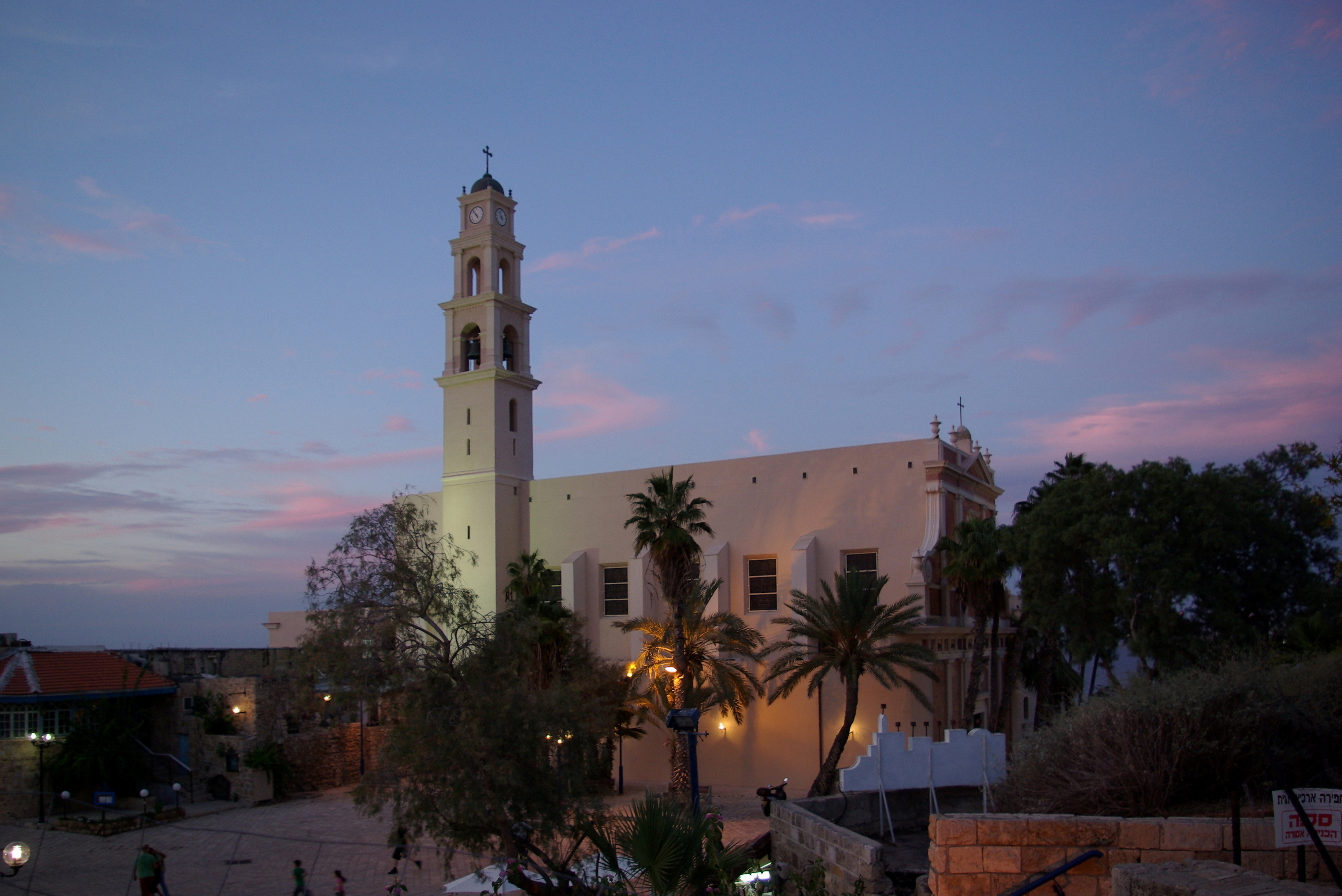
Photographie du côté sud de l'église le soir.
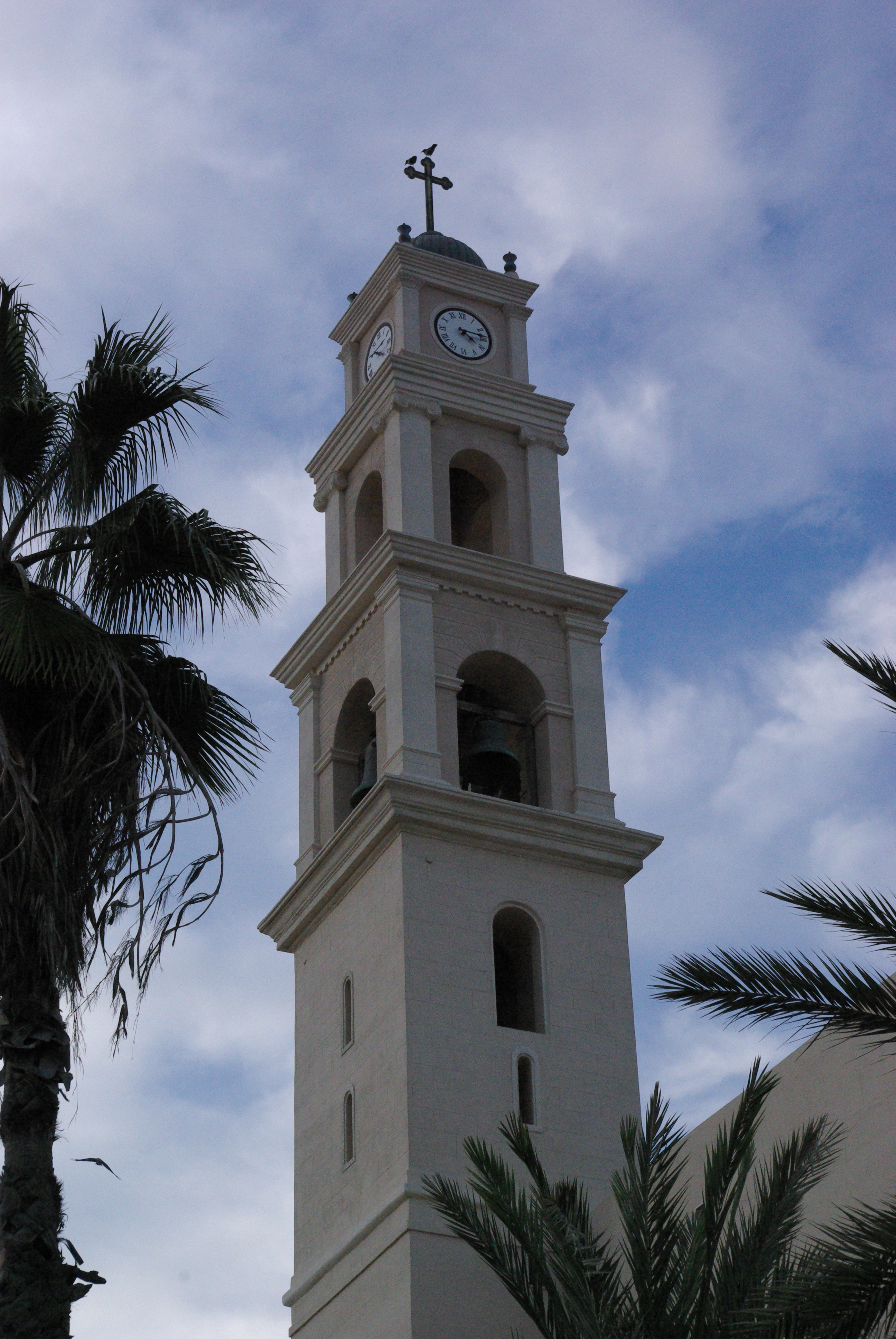
Clocher de l'église Saint-Pierre de Jaffa.
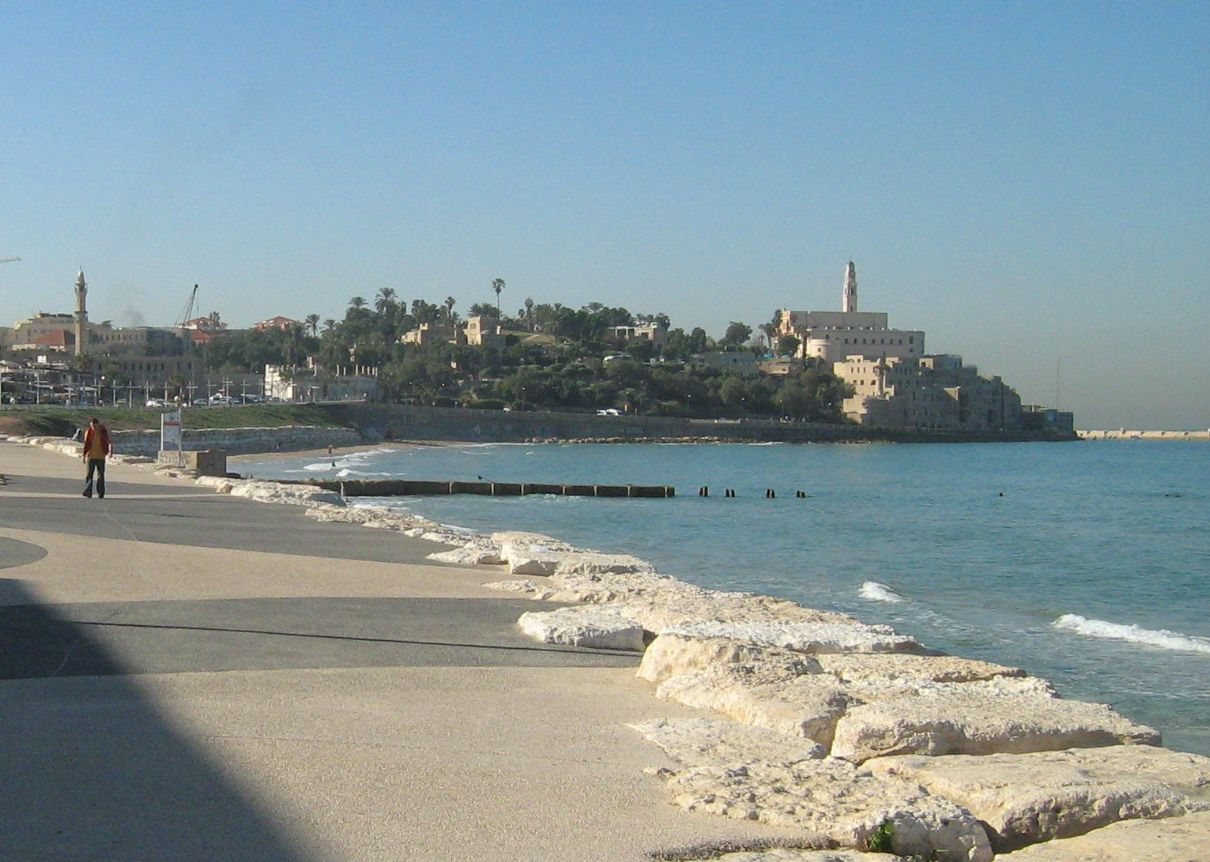
Vue de l'église et de son clocher à côté du couvent au-dessus de la rade.

### Articles liés
- Église de l'apôtre Pierre de Jaffa
- Église de l'Emmanuel (Jaffa)